# 테레케카주

테레케카 주의 위치

테레케카주(영어: Terekeka State)는 남수단 남부 에콰토리아 지방에 위치한 주로 주도는 테레케카이며 면적은 10,690.1km2, 인구는 176,030명(2014년 기준)이다.
2015년에 실시된 행정 구역 개편에 따라 중앙에콰토리아 주에서 분리되어 신설되었다. 북쪽으로는 동레이크스 주, 종글레이 주, 동쪽으로는 이마통 주, 남쪽으로는 주베크 주, 서쪽으로는 아마디 주와 접한다. 5개 군을 관할한다.